# ابوالحسن فقیه
ابوالحسن فقیه (زاده ۱۳۵۱ قائنات) رئیس جمعیت هلال احمر جمهوری اسلامی ایران در دولت دهم، رئیس سازمان بهزیستی کشور در دولت نهم و دهم، مشاور محمود احمدی‌نژاد در زمان شهرداری تهران، مسئول روابط عمومی سازمان پزشکی قانونی کشور و عضو نهاد نمایندگی رهبری در دانشگاه‌ها بوده‌است.
آشنایی وی با محمود احمدی‌نژاد به اولین انتخابات شورای شهر تهران بازمی‌گردد. او در انتخابات ریاست جمهوری سال ۱۳۸۴، قائم مقام ستاد حمایت از احمدی‌نژاد شد. وی تا مرداد ۱۳۹۰ رئیس ستاد انتخاباتی کاندیداهای نمایندگی مجلس نهم حامی دولت بود و در آن زمان از این سِمت کنار گذاشته شد.

## ریاست جمعیت هلال احمر
خبر انتصاب ابوالحسن فقیه به ریاست جمعیت هلال احمر، ابتدا توسط روابط عمومی این سازمان تکذیب شد؛ ولی مدت کوتاهی پس از آن، وی در این سمت مشغول به کار شد. وی در حالی با حکم مستقیم محمود احمدی‌نژاد به این سمت دست یافت که در جلسه نهایی شورای عالی جمعیت هلال‌احمر، سید مسعود خاتمی (رئیس سابق این سازمان) حائز بیشترین آرا شده بود.

## رضایت رهبر ایران از عملکرد ابوالحسن فقیه در جمعیت هلال احمر
عملکرد ابوالحسن فقیه در جمعیت هلال احمر جمهوری اسلامی ایران چندین مرتبه تحسین سید علی خامنه‌ای را در پی داشته است. رهبر جمهوری اسلامی ایران در جلسه پایانی بازدید از مناطق زلزله زده ورزقان در آذربایجان شرقی گفت: «کاری که در آذربایجان صورت گرفته، بی نظیر است؛ هم از لحاظ جستجو، و هم از لحاظ امدادهای اولیه و نصب چادر.» 
سید علی خامنه‌ای در آخرین دیدار با رئیس جمهور و اعضای دولت دهم جمهوری اسلامی ایران نیز از اقدامات جمعیت هلال احمر جمهوری اسلامی ایران در دوره مسئولیت ابوالحسن فقیه تمجید کرد.

## شایعه حضور در انتخابات ریاست جمهوری ۱۳۹۲
در ایام ثبت نام داوطلبان انتخابات ریاست‌جمهوری ایران (۱۳۹۲) شایعاتی مبنی بر ثبت نام وی در انتخابات پخش شد. این در حالی بود که هیچ رسانه رسمی خبری از ثبت نام او نداده بود و حتی تصویری هم از این رویداد منتشر نشد.